# Brachythecium fontanum
Brachythecium fontanum là một loài rêu trong họ Brachytheciaceae. Loài này được Fife mô tả khoa học đầu tiên năm 1990.